# Урош Велепець
Урош Велепець (словен. Uroš Velepec; нар. 17 травня 1967, Долско) — югославський та словенський біатлоніст. Біатлонний тренер. В 2015–2018, 2021–2022 роках — старший тренер жіночої збірної України з біатлону.